# Viaje sin regreso
Viaje sin regreso es una película de Argentina en blanco y negro dirigida por Pierre Chenal según el guion de Hugo Mac Dougall según una idea de Pierre Chenal que se estrenó el 1 de febrero de 1946 y que tuvo como protagonistas a Sebastián Chiola, Florence Marly y Francisco de Paula.

## Sinopsis
Un hombre mata al esposo de su exnovia sin ser visto y se une nuevamente a ella pero los remordimientos lo harán confesar y juntos se suicidan.

## Reparto
- Sebastián Chiola …Fernando Medina
- Florence Marly …Isabel
- Francisco de Paula …Carlos
- Eloy Álvarez …Mayordomo
- Guillermo Battaglia …Juez Peralta
- Amalia Sánchez Ariño …Ruth
- Mary Parets …Susana
- Alberto Terrones
- Carlos Thompson …Novelista
- Mercedes Gisper …Elena
- Iris Marga …Tía Ana
- Inda Ledesma …Esther
- Morena Chiolo …Mucama
- Fausto Fornoni …Juan
- Fernando Peliche

## Comentarios
Manrupe y Portela escriben que es una película

“Hablada, teatral, con intenciones de estudio sobre el amor-pasión y el sacrificio. Lo más rescatable, la secuencia del suicidio”.

Calki en El Mundo opinó:

”El tema… está excesivamente dialogado, con frases literales y rebuscadas, que coartan su naturalidad pese a varios aciertos aislados y sólo tiene dos situaciones propiamente dichas, el duelo y el suicidio final, donde la acción cobra relieve en medio de la lánguida marcha del desarrollo.”